# Lluís Cantó i Martorell
Lluís Cantó i Martorell   (Barcelona, 28 de gener de 1953 - Puerto Rico, 28 de gener de 2003) fou un pilot de motocròs, trial i enduro català que destacà en competicions estatals durant la dècada del 1970. Debutà en competició al Trial de Les Santes de Mataró de 1970 i, durant anys, fou un dels Júnior més destacats en competicions de trial, motocròs i, especialment, enduro (anomenat a l'època Tot Terreny). El 1973, formà part de l'equip guanyador de les 24 Hores de Moià. Ja en la categoria superior, aconseguí la seva primera victòria destacada en enduro als Dos Dies TT de Madrid de 1976. El 1977, disputà el Campionat d'Espanya de la disciplina en la categoria dels 74 cc i hi acabà en tercera posició final.
Competint sempre amb Montesa, arribà a ser-ne director del departament de curses i s'encarregà, entre d'altres, de la integració de Randy Muñoz a l'equip oficial de la marca per al Campionat d'Espanya de motocròs de 1975. El 1978 participà en l'Operació Crono, una iniciativa promocional de Montesa que consistí en recórrer més de 9.000 km per 48 províncies espanyoles amb tres unitats de Crono 75.
Lluís Cantó es va casar amb una porto-riquenya i se n'anà a viure amb ella a Puerto Rico, on ambdós regentaren durant anys una botiga de roba. Cantó s'hi va morir el mateix dia que feia 50 anys.